# Championnat du Chili de football 1959
Navigation
Saison précédente Saison suivante
La saison 1959 du Championnat du Chili de football est la vingt-septième édition du championnat de première division au Chili. Les quatorze meilleures équipes du pays sont regroupées au sein d'une poule unique, où elles s'affrontent deux fois, à domicile et à l'extérieur; à l'issue de la compétition, le dernier du classement est relégué et remplacé par le champion de Segunda Division, la deuxième division chilienne.
C'est le CF Universidad de Chile qui remporte la compétition, après avoir battu lors du match pour le titre Colo Colo, les deux équipes ayant terminé à égalité en tête du classement. C'est le deuxième titre de champion du Chili de l'histoire du club, qui démarre ainsi une ère faste qui va durer dix ans, le Ballet Azul, et qui verra le club remporter six titres en onze saisons.
À partir de cette saison, le vainqueur du championnat se qualifie pour la Copa Libertadores, la nouvelle compétition inter-clubs mise en place par la CONMEBOL, la confédération sud-américaine.

## Les clubs participants
| - Deportes Magallanes - Colo Colo - Ferrobádminton - CF Universidad de Chile - Unión Española - Santiago Wanderers - CSD Rangers | - Club Deportivo O'Higgins - Deportes La Serena - Audax Italiano - CD Universidad Católica - Club Deportivo San Luis - Promu de Segunda Division - CD Everton de Viña del Mar - Club Deportivo Palestino |

## Compétition
Le barème utilisé pour établir le classement est le suivant :
- Victoire : 2 points
- Match nul : 1 point
- Défaite : 0 point

### Classement
| Rang | Équipe                     | Pts | J  | G  | N | P  | Bp | Bc | Diff |
| ---- | -------------------------- | --- | -- | -- | - | -- | -- | -- | ---- |
| 1    | CF Universidad de Chile    | 38  | 26 | 16 | 6 | 4  | 61 | 34 | +27  |
| 2    | Colo Colo                  | 38  | 26 | 16 | 6 | 4  | 57 | 32 | +25  |
| 3    | Santiago Wanderers T       | 34  | 26 | 13 | 8 | 5  | 46 | 33 | +13  |
| 4    | Club Deportivo O'Higgins   | 34  | 26 | 13 | 8 | 5  | 51 | 42 | +9   |
| 5    | Ferrobádminton             | 27  | 26 | 9  | 9 | 8  | 42 | 40 | +2   |
| 6    | Unión Española             | 26  | 26 | 9  | 8 | 9  | 32 | 38 | -6   |
| 7    | Deportes Magallanes        | 23  | 26 | 11 | 1 | 14 | 42 | 49 | -7   |
| 8    | CD Universidad Católica    | 23  | 26 | 9  | 5 | 12 | 45 | 53 | -8   |
| 9    | CD Everton de Viña del Mar | 22  | 26 | 8  | 6 | 12 | 44 | 42 | +2   |
| 10   | Club Deportivo San Luis P  | 22  | 26 | 8  | 6 | 12 | 39 | 50 | -11  |
| 11   | CSD Rangers                | 21  | 26 | 6  | 9 | 11 | 36 | 47 | -11  |
| 12   | Audax Italiano             | 20  | 26 | 7  | 6 | 13 | 33 | 41 | -8   |
| 13   | Club Deportivo Palestino   | 19  | 26 | 9  | 1 | 16 | 48 | 55 | -7   |
| 14   | Deportes La Serena         | 17  | 26 | 6  | 5 | 15 | 41 | 61 | -20  |

|  | Participation au match pour le titre              |
|  | T : Tenant du titre P : Promu de Segunda Division |

### Match pour le titre
| 11 novembre 1959 | CF Universidad de Chile     | 2 - 1 | Colo Colo | Estadio Nacional, Santiago du Chili                  |                                                      |
|                  | L.Sánchez 39e · Alvarez 50e |       | Soto 70e  | Spectateurs : 40 744 Arbitrage : José Luis Praddaude | Spectateurs : 40 744 Arbitrage : José Luis Praddaude |

## Bilan de la saison
| Championnat du Chili de football 1959 |                                    |
| Champion                              | CF Universidad de Chile (2e titre) |
| Qualifications continentales          |                                    |
| Copa Libertadores 1960                | CF Universidad de Chile            |
| Promotions et relégations             |                                    |
| Promus en Primera División            | CD Santiago Morning                |
| Relégués en Segunda División          | Deportes La Serena                 |